# Coppa Intercontinentale 1980 (calcio)
La Coppa Intercontinentale 1980 (da questa edizione denominata anche Toyota Cup 1980 per ragioni di sponsorizzazione) è stata la diciannovesima edizione del trofeo riservato alle squadre vincitrici della Coppa dei Campioni e della Coppa Libertadores.

## Avvenimenti
Nel 1980 fu approntato un importante cambiamento nel formato della manifestazione, costituita ora da un'unica sfida tra le due contendenti, disputata in campo neutro a Tokyo. La vincitrice avrebbe inoltre ottenuto, assieme al trofeo, una seconda coppa offerta dallo sponsor della manifestazione, la casa automobilistica Toyota, nonché un'auto al miglior giocatore del match. La prima edizione che inaugurò l'uso di questo formato – rivelatosi decisivo nel rilanciare il successo della manifestazione – vide l'affermarsi della squadra vincitrice della Coppa Libertadores, il Nacional di Montevideo, che ebbe la meglio sul favorito Nottingham Forest di Trevor Francis, che l'anno prima aveva rifiutato la partecipazione alla Coppa.
Nella gara unica, disputata allo Stadio Nazionale di Tokyo di fronte a 62.000 spettatori, le due squadre daranno vita ad una partita combattuta e a tratti spettacolare, con il contropiede dei sudamericani a contrapporsi alle giocate della squadra inglese, guidata da Francis. A decidere il match sarà un gol di Victorino, che riceverà anche il premio come migliore giocatore della partita, su assist di Moreira.
Nel 2017, la FIFA ha equiparato i titoli della Coppa del mondo per club e della Coppa Intercontinentale, riconoscendo a posteriori anche i vincitori dell'Intercontinentale come detentori del titolo ufficiale di "campione del mondo FIFA", inizialmente attribuito soltanto ai vincitori della Coppa del mondo per club.

## Tabellino
| Arbitro: | Abraham Klein |

| |            | |
| Victorino 10’ | Marcatori  | |
| Rodríguez 1 P Moreira 2 D Blanco 4 D Enríquez 3 D González 5 D Milar 16 C Espárrago 6 C Luzardo 10 C Bica 7 A Victorino 9 A Morales 11 A | Formazioni | P 1 Shilton D 2 Anderson D 5 Lloyd D 6 Burns D 3 F. Gray C 7 O'Neill C 8 Ponte C 15 S. Gray A 10 Wallace A 9 Francis A 11 Robertson |
| Mujica | Allenatori | Clough |

| Nacional | Nottingham Forest |